# 彭家楙
彭家楙（英語：Peng Chia-mao，1996年9月26日—）是台灣射箭運動員，指導教練為歐翼。她曾與雷千瑩、譚雅婷合作獲得2019年世界射箭錦標賽反曲弓女子團體金牌。

## 生平
小學三年級時和姊姊一起進入射箭隊，因為歐翼教練的指導從此開啟了射箭生涯。從國小開始接觸射箭一直到現在都是只有歐翼教練一人所指導，歐翼教練都會在彭家楙的每一場國內外比賽後的第一時間給予指導及調整，讓彭家楙的每一場比賽都能夠順利進行。
就讀高中一年級時曾入選2014年亞洲運動會培訓名單，但選擇放棄資格，隨後與大三屆的彭士誠合作斬獲亞洲射箭大獎賽混合團體金牌。高三時參加世界青年射箭錦標賽，一舉獲得女子個人金牌、混合團體銀牌及女子團體銅牌，獲得外界高度關注。
2017年，先於2017年夏季世界大學運動會選拔賽排名第二，擠下里約奧運女子團體銅牌選手林詩嘉成功入選代表隊，並在2017年亞洲盃射箭賽臺北站賽事上，奪下女子個人和女子團體冠軍。8月，參加於臺北市舉行的2017年夏季世界大學運動會，個人項目闖進八強賽，最終敗給隊友譚雅婷，女子團體項目獲得一面銀牌，與魏均珩合作的混合團體項目則不敵日本組合，止步半準決賽。

## 外部連結
- 彭家楙的Instagram帳戶
- 彭家楙在World Archery（英语）